# Kalimabenge
Kalimabenge är ett vattendrag i Kongo-Kinshasa, som rinner ut i Tanganyikasjön. Det rinner genom provinsen Södra Kivu, i den östra delen av landet, 1 500 km öster om huvudstaden Kinshasa.